# João de Sousa Pacheco
 João de Sousa Pacheco  (ilha de São Jorge, Açores, Portugal — ilha de São Jorge, Açores, Portugal, 1714) foi um padre português, formado bacharel na Universidade de Coimbra.

## Biografia
Foi vice-vigário da localidade do Norte Grande, concelho de Velas em 1700, e vigário da Igreja Matriz de São Jorge em Velas e ouvidor eclesiástico de 1703 a 1714, ano em que faleceu.
Enquanto párco do Norte Grande, esteve envolvido na Revolta dos inhames a quando da revolta popular. Foi ele que acalmou o povo revoltado queimando no alto do campanário da igreja e à vista de todos a lista das pessoas intimadas.